# Шежире
Шежере, шежере, шежире, сачара, (башк. шәжәрә, каз. шежіре, кірг. санжира, тат. шәҗәрә, узб. shajara, sanjara) — назва родоводу у деяких тюркських народів. Найбільшого поширення шежере має серед башкир, казахів, каракалпаків та киргизів. Крім самого родоводу, шежере включає виклад найвидатніших подій з життя того чи іншого роду або племені, тобто є своєрідним літописом.
Спочатку шежере існували в усній формі, і їхнє знання було обов'язковим. Згодом вони почали з'являтися у письмовій формі, зокрема й у віршованому вигляді.
Шежере є джерелом історичної, етнографічної та антропологічної інформації.